# レースと日向とマキアート
「レースと日向とマキアート」（レースとひなたとマキアート）は、Erii（山崎エリイ）4枚目のシングル。2021年5月26日にCherii Recordsから発売された。

## 概要
Erii名義での山崎エリイ4枚目のシングル。「山崎エリイ」楽曲と合わせると、通算7枚目のシングル。前作「恋ゴコロ」とはガラリと印象を変え、飾らない等身大の『今』をナチュラルに表現した1曲。カップリング曲では、山崎本人が選んだクラシック曲を2作サンプリングしている。ファンクラブ限定盤では表題曲のMVと、レコーディング&MVメイキング映像が、計36分のDVDとして収録された。オリコンチャート最高72位。

## 収録内容
| #         | タイトル                     | 作詞             | 作曲・編曲 | 時間 |
| --------- | ---------------------------- | ---------------- | ---------- | ---- |
| 1.        | 「レースと日向とマキアート」 | なかむらゆめみる | 森谷優里   | 4:27 |
| 2.        | 「Étoile Mascarade」         | MEG.ME           | MEG.ME     | 4:14 |
| 合計時間: | 合計時間:                    | 合計時間:        | 合計時間:  | 8:41 |

| #         | タイトル                                                       | 作詞  | 作曲・編曲 | 時間  |
| --------- | -------------------------------------------------------------- | ----- | ---------- | ----- |
| 1.        | 「レースと日向とマキアート」(ミュージックビデオ)               |       |            | 4:28  |
| 2.        | 「レースと日向とマキアート」(レコーディング&MV メイキング映像) |       |            | 31:50 |
| 合計時間: | 合計時間:                                                      | 36:18 |            |       |

## 楽曲について
- 「レースと日向とマキアート」のテーマはナチュラル。前作「恋ゴコロ」とは打って変わり、柔らかく落ち着いたメロディと、「なるべく作らず素のまま」という歌い方が特徴[6]。自身のInstagramでは、「ハッピーな気分のときも、ちょっぴり落ち込み気味なときも、そっと寄り添う様な温かい歌詞と心地よいリズムで癒しを与えてくれる」楽曲だと語っている[7]。ハウススタジオで撮影されたMVでは、ベッドやソファ、庭先などでゆったり日常を過ごす山崎が描かれている[8]。

- 「Étoile Mascarade」（エトワール マスカレード）は、弦楽器の生演奏と、ワルツのように流麗なメロディが特徴。山崎の希望で、幼少期からよく聴いていたショパン「ノクターン第2番」とドビュッシー「アラベスク第1番」をサンプリングしている[7]。またこの曲のタイトルは、紅茶好きの山崎が茶葉メーカーと共同でブレンドし、ファンクラブで販売したオリジナルフレーバーティーと同じ名前である[9]。

## リリースとイベント
- 上記で紹介した"FC限定盤"や各店舗特典に加え[10]、山崎がデザインしたロゴ入りのマルシェバッグ(エコバッグ)つきの、"オフィシャルファンコミュニティ限定盤"も販売された[11]。

- リリースイベントとして、5/22、23にはインターネットサイン会をYouTube Liveで開催[10]。5/26～6/13の期間には、ZOOM上でオンライントーク会を開催し、好評・完売につき追加された日程を含め、計10日間に渡りファン一人一人と交流した[12][13]。